# Larry King (30 Rock)
"Larry King" é o 12.° episódio da terceira temporada da série de televisão de comédia de situação norte-americana 30 Rock, e o 48.° da série em geral. O seu argumento foi escrito pelo produtor supervisor Matt Hubbard e foi realizado por Constantine Makris. A sua transmissão nos Estados Unidos ocorreu na noite de 11 de Dezembro de 2008 através da rede de televisão National Broadcasting Company (NBC). Dentre as estrelas convidadas para o episódio, estão inclusas Ajay Naidu, Salma Hayek, Rip Torn, John Lutz, e Brian Stack. Os apresentadores de televisão Larry King e Meredith Vieira fizeram participações desempenhando versões fictícias de si mesmos.
No episódio, após um colapso económico asiático, o astro do TGS, Tracy Jordan (interpretado por Tracy Morgan) dá alguns conselhos financeiros irresponsáveis no Larry King Live, inadvertidamente desencadeando o caos na Cidade de Nova Iorque. Enquanto isso, o relacionamento do executivo Jack Donaghy (Alec Baldwin) com a sua nova namorada Elisa Padriera (Hayek) pode estar em perigo quando ele considera avançar ao próximo passo. Ao mesmo tempo, argumentista-chefe do TGS Liz Lemon (Tina Fey) tenta recuperar o seu celular do motorista de táxi Asif (Naidu), que a chantagea por causa de uma informação privada que descobriu.
No geral, embora não universalmente, "Larry King" deixou os críticos especialistas em televisão do horário nobre com opiniões divididas. A presença maior do actor Scott Adsit no episódio foi condecorada mas, segundo eles, a execução do episódio como um todo deixou por desejar. De acordo com os dados publicados pelo serviço de registo de audiências Nielsen Ratings, "Larry King" foi assistido em 6,40 milhões de domicílios norte-americanos durante a sua transmissão original e foi-lhe atribuída a classificação de 2,9 e sete de share no perfil demográfico dos telespectadores entre os dezoito aos 49 anos de idade.

## Produção

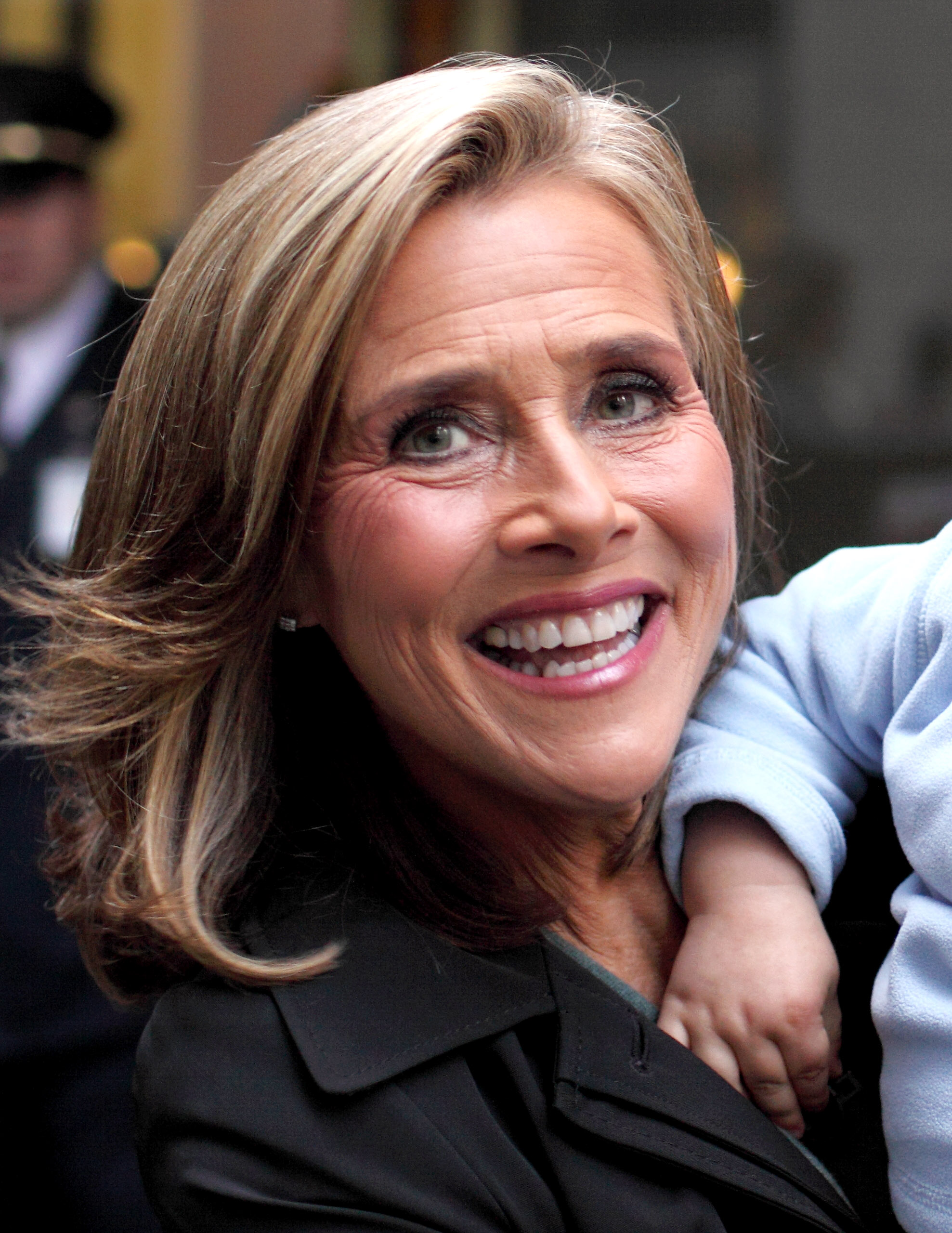
"Larry King" marcou a segunda participação de Meredith Vieira em 30 Rock.

"Larry King" é o 12.° episódio da terceira temporada de 30 Rock. O seu argumento foi escrito pelo produtor supervisor Matt Hubbard, sua sexta vez a trabalhar em um guião para o seriado, e foi realizado por Constantine Makris, uma realizadora e cinematografista de cinema conhecida pelo seu trabalho na série Law & Order, também transmitida pela NBC. Este foi o seu único crédito como realizadora em 30 Rock.
Em Novembro de 2008, foi relatado que o apresentador de televisão Larry King "havia filmado silenciosamente uma participação" como ele mesmo em 30 Rock. Para a actriz mexicana Salma Hayek, "Larry King" marcou a sua quinta e penúltima aparição como a enfermeira colombiana Elisa Padriera no seriado, enquanto para o actor Rip Torn esta foi a sua sétima e última da temporada Don Geiss, diretor executivo da General Electric (GE). Porém, embora inicialmente não planeado, este viria a ser o último episódio no qual Torn participaria, como a sua personagem foi revelada como morta em "Future Husband" na temporada seguinte. Outras participações em "Larry King" foram a do actor e comediante Brian Stack na sua terceira vez como Howard Jorgensen, um executivo da GE e associado de Jack; do actor Ajay Naidu como Asif, o motorista de táxi que chantagea Liz com o seu telemóvel; e de Meredith Vieira, co-apresentadora do The Today Show que apareceu pela segunda vez no seriado através deste episódio. Embora os seus nomes tenham sido listados ao longo da sequência de créditos finais, as actrizes Jane Krakowski e Katrina Bowden não participaram de "Larry King" desempenhando as suas respectivas personagens Jenna Maroney e Cerie Xerox.

## Enredo
Durante a sua aparição no Larry King Live, uma notícia de última hora sobre a queda de ações asiáticas interrompe a entrevista de Tracy Jordan (Tracy Morgan) com o apresentador Larry King, que pede a opinião do actor sobre o assunto. Tracy acaba instalando um caos em Nova Iorque com os seus comentários. Nos estúdios da NBC, a equipa do TGS with Tracy Jordan tenta procurar o dinheiro que Tracy suposytamente escondeu no prédio, conforme revelado por si no Larry King Live. O produtor Pete Hornberger (Scott Adsit) liga para o programa questionando-o acerca do esconderijo. Segundo Tracy, o lugar tem "uma parte superior dura e uma parte inferior macia, não importa para onde se mova, o dinheiro permanece no mesmo lugar."
Enquanto isso, Kenneth Parcell (Jack McBrayer) acompanha Liz Lemon (Tina Fey) ao bairro de Queens para recuperar o celular que ela esqueceu em um táxi. O motorista do táxi, Asif (Ajay Naidu), encontra uma foto adulta dela e ameaça enviá-la para todos os seus contactos a menos que ela pague dois mil dólares americanos. No caminho para recuperam o telefone, o caos causado por Tracy se desenrola ao redor deles, levando Kenneth a querer voltar aos estúdios da NBC. Tentando fazê-lo mudar de ideia, Liz mente para o estagiário dizendo que o telefone tem valor sentimental, embora mais tarde revele a ele as verdadeiras razões pelas quais quer tanto o telefone de volta. Sentindo-se traído, Kenneth abandona-a. Liz eventualmente chega ao encontro com Asis e diz-lhe que não tem dinheiro para pagar porque crianças revoltadas roubaram a sua bolsa. Então, Kenneth aparece e eles assistem Tracy a revelar o seu segredo sobre o paradeiro do seu dinheiro, levando Kenneth a perceber que o dinheiro está guardado no seu blazer. Kenneth paga a Asif e o telefone de Liz é devolvido.
Finalmente, Jack Donaghy (Alec Baldwin) decide se comprometer com a sua namorada Elisa Pedrera (Salma Hayek), que deseja levar o relacionamento ao próximo nível. Jack convence-a cancelar a sua viagem anual a Porto Rico para passarem um tempo juntos. Como resultado, o executivo dedica uma semana inteira à sua namorada exatamente ao mesmo tempo em que a crise económica se desenrola, forçando-o a liderar a GE enquanto se desenvolve a queda do mercado asiático. Depois que uma fita de vídeo de Don Geiss (Rip Torn) aparecer — gravada no caso de um colapso financeiro — Geiss afirma "ser o fim, e o amor é tudo o que importa," fazendo Jack perceber o seu amor por Elisa. Então, pede-a em casamento. Embora ela aceite, parte para Porto Rico no dia seguinte.